# Agnes Binagwaho
Agnes Binagwaho est une pédiatre rwandaise. Elle a été pédiatre en Belgique et en France, pays où elle a effectué une partie de sa formpation initiale. Depuis 1996, revenue au Rwanda, elle a fourni des soins cliniques dans le secteur public et a occupé un certain nombre de postes de gestion de projet, de renforcement du système de santé et de postes gouvernementaux, y compris secrétaire permanent du ministère de la Santé du Rwanda d'octobre 2008 à mai 2011 et ministre de la Santé. de mai 2011 à juillet 2016. En septembre 2016, elle a été nommée professeur de prestation de services de santé mondiale à l'Université de Global Health Equity (UGHE) à Kigali, au Rwanda et, en avril 2017, elle a été nommée vice-chancelière de l'UGHE. Elle réside  à Kigali. Elle est également lauréate du Prix L'Oréal-Unesco pour les femmes et la science.

## Biographie
Agnes Binagwaho est né à Nyamagabe, dans la province du Sud, au Rwanda. À l'âge de trois ans, elle et sa famille sont partis vivre  en Belgique où son père terminait ses études de médecine. Elle a obtenu son diplôme de médecine (MD) en médecine générale à l'Université libre de Bruxelles de 1976 à 1984 et sa maîtrise en pédiatrie (MA) à l'Université de Bretagne-Occidentale, à Brest en France, de 1989 à 1993. Binagwaho a commencé sa pratique clinique en Belgique et en France, où elle a terminé sa formation médicale. Elle s'est spécialisée en pédiatrie, en médecine d'urgence et dans le traitement du VIH / sida chez les enfants et les adultes. Elle a travaillé intensément en néonatalogie.
Elle est retournée au Rwanda en juillet 1996, deux ans après le génocide contre les Tutsi de 1994, travaillant dans les hôpitaux publics. Constatant la fragilité du système de santé rwandais à la suite de la mort ou de la fuite de nombreux praticiens durant le génocide, elle a participé à sa reconstruction. Elle a été secrétaire exécutive de la Commission nationale de lutte contre le sida du Rwanda de 2002 à 2008 puis secrétaire permanente du ministère de la Santé au Rwanda d'octobre 2008 à mai 2011. En 2010, elle a reçu un doctorat honorifique en sciences (Hon. D.Sc.) du Dartmouth College aux États-Unis,.
Elle a été nommée ministre de la Santé du Rwanda en mai 2011. En octobre 2011, Agnes Binagwaho a lancé une série de discussions en ligne via Twitter sur des sujets liés à la politique de santé mondiale et au secteur national de la santé au Rwanda. Des utilisateurs de Twitter du Rwanda et du monde entier l'ont rejointe dans des discussions bihebdomadaires sur des sujets tels que la politique de planification familiale en Afrique, la construction d'un secteur national de la santé, l'introduction de nouveaux vaccins, les politiques intersectorielles pour lutter contre la malnutrition, la lutte contre les médicaments de qualité inférieure et contrefaits, et le rôle des institutions nationales et internationales en santé mondiale en utilisant le hashtag #MinisterMondays. En décembre 2011, elle s'est associée à la société rwandano-américaine Nyaruka pour permettre aux Rwandais qui n'avaient pas accès à Internet de soumettre leurs questions et commentaires aux discussions de #MinisterMondays par SMS. En 2014, elle est devenue la première personne à recevoir un doctorat en philosophie (PhD) du College of Business and Economics de l'Université du Rwanda. Sa thèse de doctorat était intitulée «Le droit des enfants à la santé dans le contexte de l'épidémie de VIH: le cas du Rwanda». Le 12 juillet 2016, après 5 ans de service, le président du Rwanda, Paul Kagame, l'a relevée de ses fonctions de ministre de la Santé.
En septembre 2016, Binagwaho a été nommé professeur dans le domaine de la prestation de services de santé à l'Université de Global Health Equity (UGHE) à Kigali, au Rwanda. En 2017, elle a été nommée vice-chancelière de l'Université de l'équité en santé mondiale.

## Autres fonctions assurées
Elle est membre de plusieurs conseils d'administration, fondations, organismes internationaux de coordination sur les actions sanitaires, et de lutte contre diverses maladies (notamment le sida et la mortalité infantile).
Depuis 2010, elle est membre du Groupe de travail mondial sur l'élargissement de l'accès aux soins et à la lutte contre le cancer dans les pays en développement. Elle est également membre de la société de pédiatrie rwandaise, de l'Institute of Global Health Innovation de l'Imperial College London, etc....
Elle siège au comité de rédaction de différentes revues, tel le Journal of Health and Human Rights et le East African Health Research Journal. De 2013 à 2015, elle a été membre du conseil consultatif international du Lancet Global Health Journal, après avoir été membre de plusieurs commissions de cette revue. Elle a siégé au comité de rédaction de la Public Library of Science.
De 2001 à 2005, elle a occupé le poste de coprésidente du Groupe de travail des Nations unies sur les objectifs du Millénaire pour le développement  sur l'HIV/AIDS et l'accès aux médicaments essentiels, sous la direction de Jeffrey Sachs pour le secrétaire Général des Nations unies.
Elle est, ou a été, membre de l'Académie africaine des sciences , de l'Académie nationale de médecine des États-Unis et de l'Académie mondiale des sciences (TWAS) pour l'avancement des sciences dans les pays en développement.

## Domaines d'actions
En se concentrant sur la recherche à l'intersection des sciences de la santé, des sciences sociales et politiques, ses études et publications visent à améliorer l'accès à la prévention, aux soins et au traitement du VIH / sida et d'autres maladies, dans le prolongement de sa thèse consacrée à l'amélioration de la santé des enfants touchés par le VIH. Agnes Binagwaho a cherché à développer le rôle de la recherche dans l'amélioration de la santé dans son pays,. Elle a également lancé une campagne nationale du ministère rwandais de la Santé pour vacciner les enfants contre le virus du papillome humain qui cause une grande partie des cas de cancer du col de l'utérus. Le programme a atteint un taux de couverture de plus de 95% en 2012. Elle a mis en exergue la nécessité de repenser les soins de fin de vie pour permettre aux gens de mourir dignement. Lors du Séminaire mondial de Salzbourg, elle a noté que: « Pour y parvenir, nous devons avoir un débat national à ce sujet, dirigé par des chefs spirituels et communautaires, et nous devons également éduquer tous les cliniciens à respecter la mort et à cesser d’en avoir peur. ».

## Honneurs et récompenses
En 2015, elle a reçu deux prix: le prix Roux 2015 de l'Institute for Health Metrics and Evaluation (IHME) pour son utilisation des données de la Global Burden of Disease Study afin de réduire la mortalité infantile au Rwanda, et le Ronald McDonald House Charities Award of Excellence pour sa contribution à l'amélioration de la santé des enfants. Elle a été nommée parmi les 100 femmes africaines les plus influentes pour 2020 et pour l'an 2021,. Elle a remporté le Prix L'Oréal-Unesco pour les femmes et la science pour sa contribution à l'amélioration du système de santé rwandais.

## Publications
Binagwaho a publié plus de 235 articles et chapitres de livres évalués par des pairs.